# Aníbal: Campos de sangre
Aníbal: Campos de sangre es una novela de ficción histórica del escritor keniano Ben Kane, la cual es la segunda parte de la serie dedicada al personaje de Aníbal Barca, iniciada con Aníbal: Enemigo de Roma. Esta segunda entrega continúa con el conflicto bélico iniciado anteriormente entre los imperios de Roma y Cartago.

## Argumento
La segunda guerra púnica continúa, y la campaña de Aníbal Barca contra Roma es persistente. El cartaginés ha logrado adentrarse en terreno itálico, y tras salir victorioso en varias ocasiones, Aníbal marcha hacia el sur para encontrarse con las próximas legiones, las cuales han adaptado una nueva manera cautelosa para enfrentarse al general cartaginés. Tras el reclutamiento de ocho legiones, Roma se prepara para hacerle frente a Aníbal con el ejército más grande que haya sido formado. Dentro del ejército púnico, está Hanno, que tras sobrevivir a los anteriores conflictos deberá luchar como nunca antes cuando ambos ejércitos se enfrenten en la Batalla de Cannas, uno de los enfrentamientos más sangrientos jamás vistos.